# Штерн, Ицхак
Ицхак Штерн (нем. Itzhak Stern; 25 января 1901, Краков — 30 января 1969, Израиль) — польский бухгалтер еврейского происхождения, соратник немецкого промышленника Оскара Шиндлера.

## Биография
Ицхак Штерн родился в семье зажиточного еврейского бухгалтера из Кракова. Профессии бухгалтера выучился в родном городе и в Вене в школе коммерческих наук. Принимал активное участие в сионистской организации в Кракове, был вице-президентом Еврейского агентства в Западной Польше. С 1924 года Ицхак Штерн работал в импортно-экспортной компании J. Л. Buchheister в Кракове.
При запуске фабрики Deutsche Emaillewarenfabrik он уговорил Оскара Шиндлера использовать работников-евреев вместо поляков, обосновав это более низкими затратами на труд. Образ Ицхака Штерна воссоздан Беном Кингсли в фильме Стивена Спилберга «Список Шиндлера». Роль Штерна в превращении авантюриста Шиндлера в спасителя евреев была ключевой.